# أميمة سليم
أميمة سليم (2 مارس 1943 - 12 أكتوبر 2013)، ممثلة مصرية.

## حياتها ونشأتها
تخرجت من المعهد العالي للسينما، بدأت مسيرتها الفنية مع نهاية السبعينات حيث شاركت بالعديد من الأفلام، أهمها: رجب فوق صفيح ساخن عام 1978، لتتوالى أعمالها بعد ذلك ما بين السينما والمسرح، من أبرز أعمالها (الورثة، رجل فقد عقله، بطل من ورق). اعتزلت الفن حتى وفاتها في عام 2013 من جراء مضاعفات مرض السرطان.

## أعمالها
- 1981: بياضة

## وصلات خارجية
- أميمة سليم على موقع IMDb (الإنجليزية)
- أميمة سليم على موقع الدهليز
- أميمة سليم على موقع قاعدة بيانات الأفلام العربية